# You Came Along
You Came Along (br: Amarga Ironia / pt: Além da Morte) é um filme estadunidense de 1945 dirigido por John Farrow, e estrelado por Robert Cummings e Lizabeth Scott. 

## Elenco
- Robert Cummings ...Major Robert "Bob" Collins
- Lizabeth Scott ...Ivy "Hotcha" Hotchkiss
- Don DeFore ...Captain W. Anders
- Charles Drake ...Lieutenant R. Janoschek
- Julie Bishop ...Mrs. Taylor
- Kim Hunter ...Frances Hotchkiss
- Robert Sully ...Bill Allen
- Helen Forrest ...ela mesma
- Rhys Williams ...Colonel Stubbs
- Lewis Russell ...presidente do comitê da unidade de títulos de Boston
- Franklin Pangborn ...recepcionista do hotel
- Hugh Beaumont ... capelão do exército no funeral de Collins
- Kristine Miller (apresentada ... Jacqueleen Eskeson) ... showgirl loira

## Recepção
You Came Along estreou em Los Angeles em 2 de agosto de 1945. O crítico mais proeminente da época, Bosley Crowther do The New York Times, em sua resenha, chamou o filme de "uma história imitativa", e escrevendo sobre os protagonistas ele disse: "Srta. Scott tem um rosto frágil e atraente, e Robert Cummings é tão mecânico quanto o herói que está tragicamente condenado".